# Ялта (Тульская область)
Ялта — посёлок в Воловском районе Тульской области России.
В рамках административно-территориального устройства является центром Ялтинского сельского округа Воловского района, в рамках организации местного самоуправления входит в Двориковское сельское поселение.

## География
Деревня находится в южной части Тульской области, в лесостепной зоне, в пределах юго-восточных склонов Среднерусской возвышенности, примыкая к сельскому посёлку станция Караси, на расстоянии примерно 9 километров (по прямой) к югу от рабочего посёлка Волово, административного центра района, в 84 км к юго-востоку от областного центра, г. Тулы.

### Климат
Климат характеризуется как умеренно континентальный. Среднегодовая многолетняя температура воздуха составляет +3,6 — +4,2 °С. Средняя температура воздуха самого холодного месяца (января) — −11…−10 °C (абсолютный минимум — −42 °C); самого тёплого месяца (июля) — +18…+18,5 °C (абсолютный максимум — +38 °C). Безморозный период длится около 142—147 дней. Продолжительность периода активной вегетации растений (выше 10 °C) составляет примерно 137—140 дней. Среднегодовое количество атмосферных осадков варьируется в пределах от 500 до 675 мм, из которых большая часть выпадает в тёплый период. Снежный покров держится в течение 122—130 дней.

## Население
| 2002 | 2010 |
| ---- | ---- |
| 290  | ↘237 |

## Транспорт
Посёлок доступен автотранспортом. В пешей доступности железнодорожная станция Караси.